# Wiązówka bulwkowa
Wiązówka bulwkowa, wiązówka bulwkowata (Filipendula vulgaris Moench) – gatunek rośliny należący do rodziny różowatych. Jest gatunkiem eurosyberyjskim, występuje od północno-zachodniej Afryki, poprzez południową i środkową Europę po Syberię. W Polsce gatunek rodzimy, rozmieszczony nierównomiernie – miejscami rzadki, np. w górach, na wybrzeżu, w środkowej części kraju, gdzie indziej częsty, np. w pasie wyżyn i województwie kujawsko-pomorskim.

## Morfologia

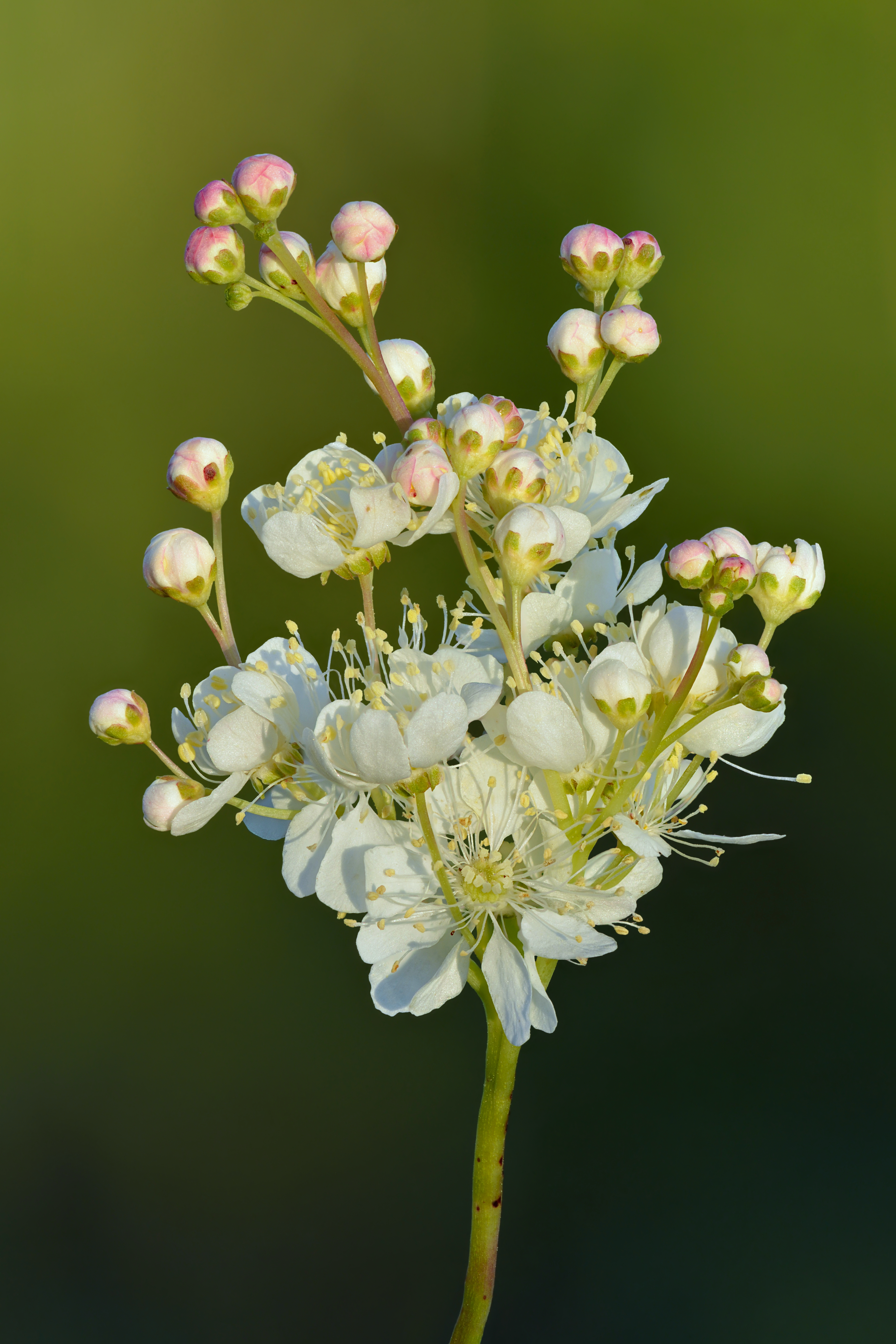
Kwiatostan

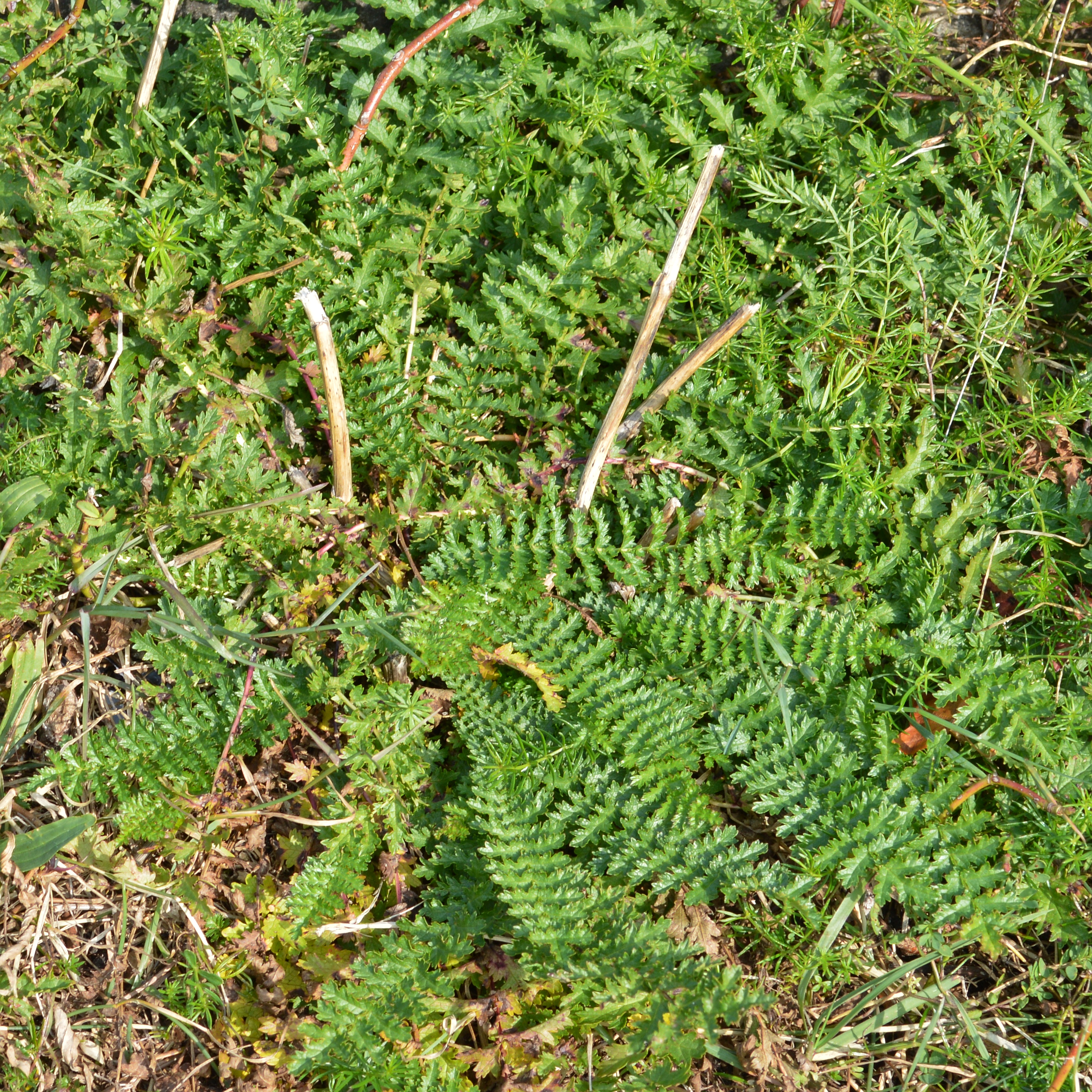
Liście

ŁodygaWzniesiona, prosta i sztywna, o wysokości 30–60 cm.
LiścieLiście podwójnie nieparzysto-pierzaste skupione w rozetę u podstawy pędu.
KwiatyDrobne, białe, tworzą na wierzchołku łodygi wiechowaty kwiatostan, z bocznymi rozgałęzieniami przerastającymi oś główną kwiatostanu.

## Biologia i ekologia
Bylina, hemikryptofit. Kwitnie od czerwca do lipca. Rośnie w miejscach słonecznych lub półcienistych, na glebach przeciętnych, ciężkich. Jako jedyny gatunek wiązówek rośnie na suchych stanowiskach, z dala od wody, w cieplejszych lasach, na suchszych, trawiastych zboczach na niżu i w niższych położeniach górskich. W klasyfikacji zbiorowisk roślinnych gatunek charakterystyczny dla klasy (Cl.) Festuco-Brometea.

## Zastosowanie
Roślina ozdobnaJest uprawiana jako roślina ozdobna ze względu na swoje atrakcyjne, podobne do paproci liście i ładne, gęste kwiatostany. Nadaje się do nasadzeń ogrodowych, na rabaty bylinowe i na kwiat cięty. Jest w pełni mrozoodporna (strefy mrozoodporności 3-9). Stanowisko nasłonecznione lub półcieniste, gleba może być sucha, ale powinna być przepuszczalna. Rozmnaża się z nasion wysiewanych wiosną lub jesienią, lub przez podział.
Roślina leczniczaW medycynie ludowej używana w chorobach dróg oddechowych, nerek oraz przeciw pasożytom.